# Маникаран
Маникаран, или Манакаран (в.-пандж. ਮਨੀਕਰਨ — «ушной драгоценный камень», «серьга») — населённый пункт, расположенный в долине реки Парвати между реками Беас и Парвати, на северо-востоке от Бхунтара в округе Куллу, штате Химачал-Прадеш, на высоте 1760 м в 45 км от окружного центра Куллу.
Эта деревня привлекает туристов, посещающих Манали и Куллу, своими горячими источниками и центром сикхского паломничества. Также здесь работает экспериментальный завод геотермальной энергии.